# Aitna
Aitna, o Etna (in greco antico: Αἴτνη?, Áitnē; in latino Aetna, da cui il nome italiano), era una città-Stato siceliota fondata da Gerone di Siracusa nel 476-5 a.C. alle pendici dell'omonimo vulcano.

## Storia
Diodoro Siculo e Strabone scrivono che Gerone conquistò Katane e deportò i suoi abitanti a Leontini, ripopolandola con greci di stirpe dorica e mutandole il nome in Aitna. Di questo evento fa menzione un epinicio di Pindaro (la Pitica I), intitolata “A Gerone di Aitna vincitore nella corsa dei carri”, nel 470 a.C., e a questo evento dovette ispirarsi l'opera teatrale Aitna, di cui oggi abbiamo solo il titolo, fatta comporre dallo stesso tiranno aretuseo.

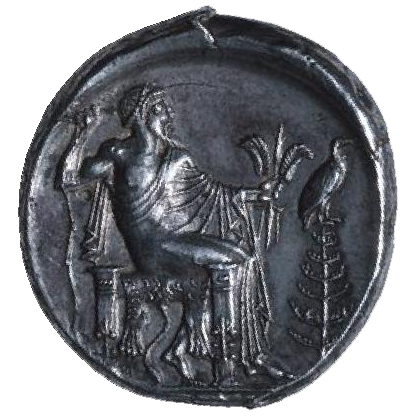
Tetradramma di Aitna: Zeus - IV secolo a.C.

Aitna, per un certo periodo, fino alla maggiore età di Dinomene, figlio di Gerone, fu governata da Cromio, famoso per aver vinto, a Nemea, in Grecia, nella corsa dei carri.

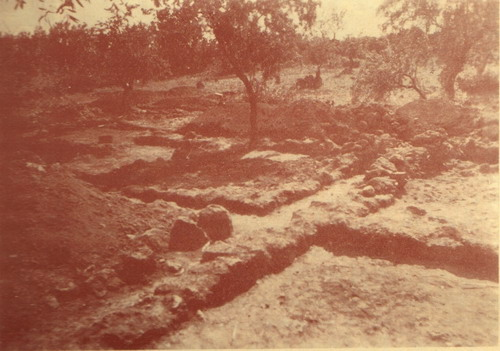
Il sito archeologico di contrada Civita a Santa Maria di Licodia.

Nel 467 a.C., alla morte di Gerone, gli originari abitanti di Katane ritornarono nella loro città, cacciarono gli aitnaioi e diedero alla loro città l'originario nome. Gli aitnaioi si rifugiarono in una contrada dell'Etna chiamata Inessa, mutandole il nome in Aitna.
Al periodo di Aitna-Katane apparterrebbe il tetradramma con quadriga nel dritto e Zeus di profilo seduto in trono nel rovescio. Ad Aitna-Inessa appartiene invece il tetradramma del Sileno, che nel rovescio riporta la figura di Zeus Aitnaios, divinità venerata dagli etnei.
Tucidide, durante la guerra del Peloponneso, nel 427 a.C., la descrive come una cittadella (polisma), con acropoli (acropolis) munita di cinta muraria (teichisma), di origine sicula ma occupata dai Siracusani, alleati degli Spartani, che gli Ateniesi guidati da Lachete (figlio di Melanopo) tentano invano di espugnare.
Durante la guerra tra i Siracusani e i Cartaginesi i cavalieri di Aitna forniscono un grande aiuto a Dionisio il Vecchio. Successivamente, quando Dionisio comincia a intraprendere una politica di egemonia nei confronti delle polis siceliote, gli aitnaioi si ribellano e la cittadella viene assediata e, una volta conquistata, rasa al suolo.
Accanto ad essa o sulle sue rovine, nel 400 A.C., Dionisio fondò Ádranon che prese il nome del tempio del dio Ádranos ivi presente, adorato anche dagli abitanti delle città limitrofe.
Lo stesso Tucidide localizza Inessa tra Kentoripa (l'odierna Centuripe) e Hybla (Mayor o Galeatis), probabilmente nella valle del Simeto nel versante etneo.
Eliano, che scrisse un trattato sugli animali, riferisce di un tempio, dedicato a Efesto (il Vulcano dei latini), localizzato nella cittadella, che ospitava il fuoco sacro sempre acceso, custodito da cani più belli dei molossi.

## Localizzazione

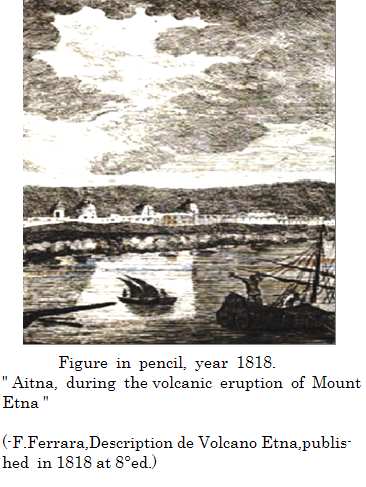
La raffigurazione di Aitna del 1818.

Gli aitniensi era menzionati da Plinio come «populi stipendiarii» di Sicilia, mentre il geografo e astronomo Tolomeo nei suoi Itinerari descrive il nome e la fondazione della cittadella, la sua storia ed il periodo della sua distruzione non sono descritti.
Il geografo greco Strabone descrive la posizione di Aitna nelle vicinanze di Centuripi, luogo da cui i viaggiatori abitualmente risalivano la montagna. La cittadella distava solo 80 stadia da Catania e la sua posizione era a 12 miglia tra Catania e Centuripe.
Inoltre la posizione di Aitna tra le due città venne anche confermata dallo storico greco Tucidide (autore che descrisse la Guerra del Peloponneso). Cluverio individuò un'altra sede nell'antico convento di San Nicolo dell'Arena nei pressi di Nicolosi, ma essa risulta troppo alta e molto distante da Centuripe. Mannert descrisse invece delle rovine nel luogo chiamato Castro a circa 24 miglia a nord-est da Paternò, in «una collina proiettata verso le pendici della montagna» che potrebbe riguardare il sito di Aitna.
Gli archeologi siciliani confermano, con dei modesti reperti, solo la posizione del sito presso Santa Maria di Licodia, nel quartiere Civita, certamente molto distante da Catania.